# Dominique Lenfant
Dominique Lenfant, née en 1964, est une helléniste et historienne française de la Grèce antique, professeure à l’université de Strasbourg. Elle est connue pour ses travaux sur les rapports entre les Grecs et l’empire perse, ainsi que sur les oligarques, adversaires de la démocratie dans les cités grecques de l’époque classique (Ve – IVe siècle avant J.-C.).

## Parcours académique
Née en 1964, elle fait ses études à Paris. Elle est élève de l’École normale supérieure (rue d’Ulm) de 1985 à 1990. Elle est reçue à l’agrégation de lettres classiques en 1988. En 1994, elle soutient à l’université Paris-Sorbonne (Paris IV) une thèse d’études grecques sur Ctésias de Cnide (avec édition, traduction et commentaire des fragments de son œuvre), préparée sous la direction de Jacques Jouanna. Elle est élue maître de conférences d’histoire grecque à l’université de Strasbourg en 1995. En 2005, elle soutient à l’université Paris I-Panthéon-Sorbonne une habilitation à diriger des recherches en histoire, intitulée Fragments d’historiens grecs et histoire de l’empire perse. Elle a pour garant Pierre Briant, Professeur au Collège de France. En 2007, elle est élue Professeure d’histoire grecque à l’université de Strasbourg. Elle est membre du laboratoire Archimède (unité mixte de recherche 7044 « Archéologie et histoire ancienne : Méditerranée-Europe »).
Depuis 2018, elle dirige la revue scientifique Ktèma. Civilisations de l’Orient, de la Grèce et de Rome antiques, publiée par les Presses universitaires de Strasbourg et de diffusion internationale.

## Recherches
Ses recherches relèvent principalement de l’histoire culturelle, littéraire et politique. Elles privilégient deux axes majeurs : les rapports gréco-perses à l’époque de la Grèce classique et de l’empire achéménide (VIe – IVe siècle avant J.-C.) ; les oligarques dans la Grèce antique, tout particulièrement à Athènes, où leur hostilité à la démocratie a laissé des traces marquantes.

### L’histoire des rapports gréco-perses
Dominique Lenfant explore le champ des relations entre Grecs et Perses aussi bien du point de vue des représentations que des pratiques historiques. Elle se fonde sur l’analyse critique des documents grecs, mais aussi sur les apports les plus récents de l’histoire achéménide.
Elle a joué un rôle majeur dans la redécouverte d’ouvrages grecs consacrés à l’histoire de l’empire perse (Persica), ceux de Ctésias,,,, de Dinon et d’Héraclide, historiens du IVe siècle av. J.-C. longtemps méconnus, parce que leur œuvre n’est pas transmise de manière directe, mais seulement connue grâce à des « fragments » (citations, allusions et paraphrases dues à des auteurs antiques postérieurs). Elle développe une méthode d’analyse critique de ce mode de transmission, et propose une approche globale de chacun de ces historiens,,. Elle publie en 2004, dans la Collection des Universités de France (Les Belles Lettres), Ctésias de Cnide. La Perse. L'Inde. Autres fragments, édition critique de référence, avec traduction et commentaire, puis, en 2009, Les Histoires perses de Dinon et d'Héraclide (De Boccard), la première édition traduite et abondamment commentée des fragments de ces deux historiens,.
Les représentations qu’elle étudie sont généralement celles des Grecs (elle a d’ailleurs dirigé, dans la perspective de l’histoire achéménide, un ouvrage collectif sur tous les auteurs grecs et latins ayant évoqué l’empire perse : Les Perses vus par les Grecs. Lire les sources classiques sur l'empire achéménide, Paris, Armand Colin, 2011,,. Ce sont aussi, dans une moindre mesure (faute de sources), les représentations des Perses anciens. Ce sont enfin celles d’historiens modernes, souvent imprégnées de représentations orientalistes. Dominique Lenfant a, par exemple, critiqué l’application de la notion de harem à l’univers de la cour perse achéménide  et mis en lumière les biais anachroniques qui frappaient la vision de la polygamie perse  ou l’interprétation des eunuques au service des Perses antiques, vus à tort comme des « gardiens de femmes », voire comme l’incarnation aux yeux des Grecs de la « féminité » vulnérable de « l’Orient »,.
Parmi les pratiques historiques gréco-perses, alors que l’attention s’est traditionnellement portée sur le champ militaire avec les guerres médiques, Dominique Lenfant se concentre sur les relations diplomatiques, culturelles et personnelles, et prend les missions d’ambassade grecques dans l’empire perse comme des portes d’entrée révélatrices sur les relations entre les deux cultures.

### Les oligarques athéniens
Quant aux oligarques dans l’Athènes classique, Dominique Lenfant a publié dans la collection « Budé » le seul texte étendu qu’ils aient laissé, le pamphlet intitulé la Constitution des Athéniens (Athènaiôn politeia), attribué à tort à Xénophon (Pseudo-Xénophon. Constitution des Athéniens, texte édité, traduit et commenté, Paris, Les Belles Lettres, Collection des Universités de France, 2017). Cet opuscule majeur dénonce la démocratie athénienne de son temps (Ve siècle av. J.-C.) comme un régime où les pauvres oppriment les riches, qui devraient être, selon lui, les seuls à gouverner. Dominique Lenfant a donné une édition du texte grec avec traduction et commentaire, mettant au jour l’arrière-plan historique de ce discours, ses biais et sophismes, mais aussi sa valeur comme témoignage sur l’idéologie oligarchique, les pratiques de la démocratie athénienne et les attaques qui la visèrent en son temps,,. Cette parution aux éditions des Belles Lettres a été couronnée par le prix Ambatelios de l’Académie des Inscriptions et Belles-Lettres (2018).
Ce pamphlet a fait l’objet d’interprétations contrastées au fil des siècles, passant tour à tour pour illustrer les méfaits du pouvoir populaire ou pour exprimer une vision iconoclaste et perverse de la démocratie athénienne. Dominique Lenfant a dirigé un ouvrage collectif sur sa transmission et sa réception de l’Antiquité à nos jours (Les aventures d’un pamphlet antidémocratique. Transmission et réception de la Constitution des Athéniens du Pseudo-Xénophon (Ve siècle av. J.-C.-XXIe siècle), Paris, de Boccard, 2020). Cette approche historiographique met en lumière les influences multiples, scientifiques, historiques et politiques, qui conditionnent l’interprétation de ce texte antique.
Passant de l’idéologie et de l’historiographie à l’histoire des pratiques, Dominique Lenfant dirige actuellement un travail collectif sur le « régime des Trente », le régime oligarchique violent et sanguinaire qui fut instauré à Athènes sur les ruines de la démocratie en 404/403 avant J.-C., laissant dans les mémoires un souvenir traumatique.
Sur ces sujets comme sur d’autres, Dominique Lenfant a publié des dizaines d’articles dans des revues et ouvrages collectifs parus dans divers pays (France, Italie, Allemagne, Belgique, Espagne, Turquie, Royaume-Uni, Canada, États-Unis).

## Ouvrages parus
- Ctésias de Cnide. La Perse. L’Inde. Autres fragments, texte édité, traduit et commenté, Collection des Universités de France, Les Belles Lettres, Paris, 2004.
- (dir.) Athénée et les fragments d’historiens. Actes du colloque de Strasbourg (16-18 juin 2005), coll. Études d’archéologie et d’histoire ancienne, de Boccard, Paris, 2007.
- Les Histoires perses de Dinon et d’Héraclide, fragments édités, traduits et commentés, collection Persika, 13, de Boccard, Paris, 2009 ; nouvelle éd. revue et augmentée, Les Belles Lettres, coll. Fragments, Paris, 298 p., 2025  (ISBN 978-2251456461)
- (dir.) Les Perses vus par les Grecs. Lire les sources classiques sur l’empire achéménide, coll. U, Armand Colin, Paris, 2011.
- Pseudo-Xénophon. Constitution des Athéniens, texte édité, traduit et commenté, Collection des Universités de France, Les Belles Lettres, Paris, 2017.
- (dir.) Les aventures d’un pamphlet antidémocratique. Transmission et réception de la Constitution des Athéniens du Pseudo-Xénophon (Ve siècle av. J.-C.- XXIe siècle), Paris, de Boccard, 2020.

## Prix
Dominique Lenfant a reçu le Prix Ambatielos de l’Académie des Inscriptions et Belles-Lettres en 2018, pour son édition, avec traduction et commentaire, de la Constitution des Athéniens du Pseudo-Xénophon (Paris, Les Belles Lettres, Collection des Universités de France, 2017).